# Strada europea E662
La strada europea E662 è una strada europea che collega Subotica ad Osijek. Come si evince dalla numerazione, si tratta di una strada di classe B posta nell'area delimitata a nord dalla E60, a sud dalla E70, ad ovest dalla E65 e ad est dalla E75.

## Percorso
La E662 è definita con i seguenti capisaldi di itinerario: "Subotica - Sombor - Osijek".